# Lista de rebatedores da Major League Baseball com mais corridas em um jogo

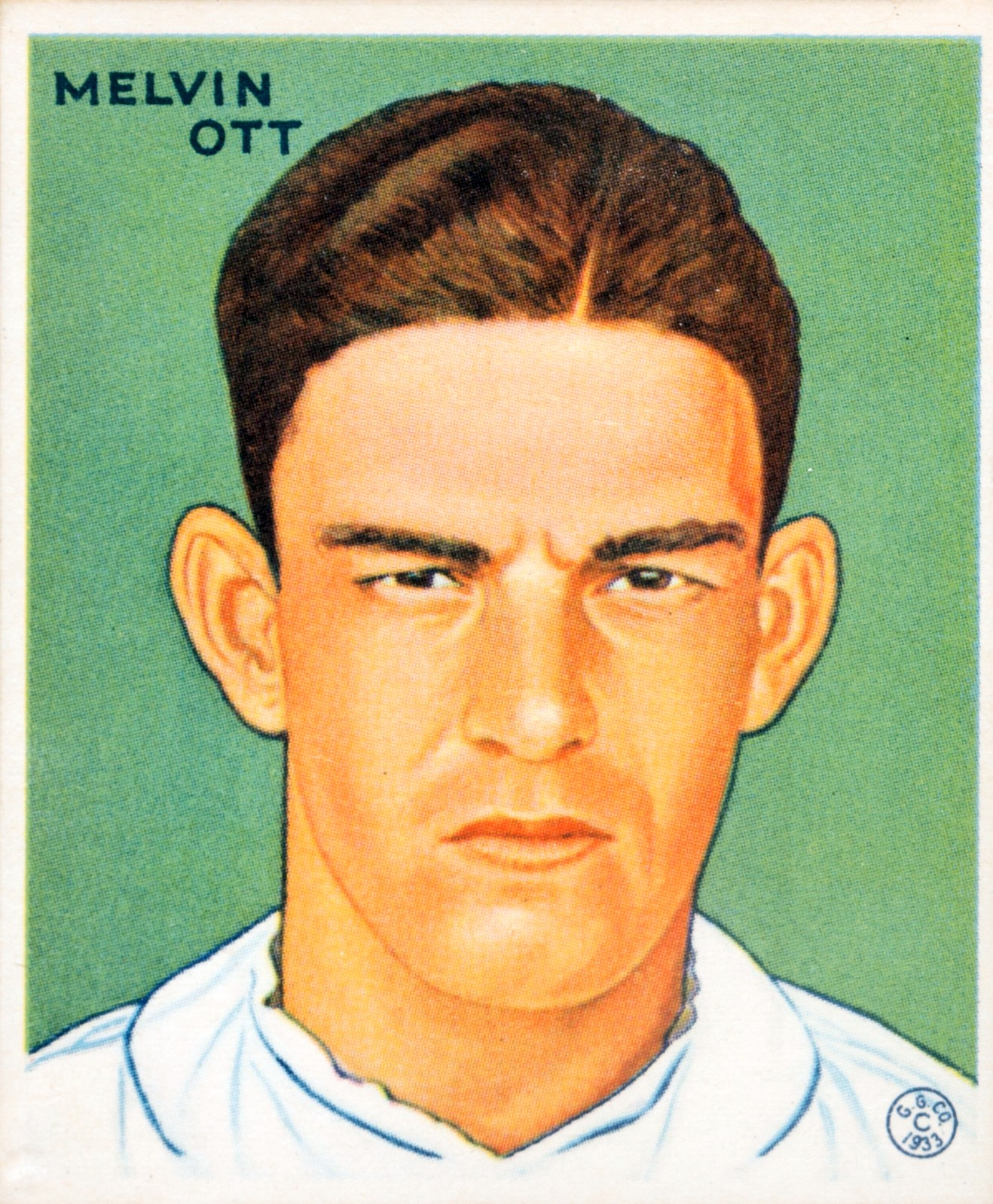
Mel Ott é o único jogador a anotar seis corridas em duas ocasiões com intervalo de uma década.

Na Major League Baseball, 15 jogadores anotaram seis ou mais  corridas em um jogo em 16 ocasiões. O mais recente foi Joe Randa do Kansas City Royals em 9 de Setembro de 2004. Mel Ott é o único jogador a alcançar o feito duas vezes, com um intervalo de uma década. Três jogadores Ott, Cap Anson e King Kelly foram eleitos para o Hall of Fame. Em todas as ocasiões o time em que o jogador que alcançou a proeza venceu o jogo. Nenhum dos jogadores que anotaram seis corridas está ativo na MLB.
Guy Hecker marcou sete corridas pelo Louisville Colonels contra o Baltimore Orioles na liga American Association em 15 de Agosto de 1886, estabelecendo o recorde no beisebol profissional. No mesmo dia Hecker também se tornou o único arremessador a anotar seis corridas e seis rebatidas em um jogo.
O jogo de seis corridas de Shawn Green também estabeleceu o recorde da Major League para bases totais (19), entrou na lista de rebatedores da Major League Baseball com quatro home runs em um jogo e  rebatidas extrabases (5).
Cinco jogadores desta lista também estão na lista de rebatedores da Major League Baseball com seis rebatidas em um jogo: King Kelly, Ginger Beaumont, Edgardo Alfonzo, Shawn Green e Joe Randa.
O recorde para mais corridas em um jogo de pós-temporada é cinco.

## Campo
| Jogador                      | Nome do jogador                                                 |
| Data                         | Data do jogo de seis corridas                                   |
| Time                         | O time do jogador que anotou seis corridas                      |
| Time oponente                | O time contra o qual o jogador anotou seis corridas             |
| Placar                       | Placar final da partida, com o time do jogador listado primeiro |
| Corridas anotadas (carreira) | Número de corridas que o jogador anotou em sua carreira na MLB  |
| †                            | Eleito para o Baseball Hall of Fame                             |

## Jogadores
| Jogador         | Data                  | Time                    | Time oponente         | Placar | Corridas anotadas (carreira) | Ref(s) |
| --------------- | --------------------- | ----------------------- | --------------------- | ------ | ---------------------------- | ------ |
| Jim Whitney     | 9 de Junho de 1883    | Boston Beaneaters       | Detroit Wolverines    | 30–8   | 316                          | [ 2 ]  |
| Cap Anson†      | 24 de Agosto de 1886  | Chicago White Stockings | Boston Beaneaters     | 18–6   | 1719                         | [ 3 ]  |
| Mike Tiernan    | 15 de Junho de 1887   | New York Giants         | Philadelphia Phillies | 29–1   | 1313                         | [ 4 ]  |
| King Kelly†     | 27 de Agosto de 1887  | Boston Beaneaters       | Pittsburgh Alleghenys | 28–14  | 1357                         | [ 5 ]  |
| Ezra Sutton     | 27 de Agosto de 1887  | Boston Beaneaters       | Pittsburgh Alleghenys | 28–14  | 739                          | [ 6 ]  |
| Jimmy Ryan      | 25 de Julho de 1894   | Chicago Colts           | Pittsburgh Pirates    | 24–6   | 1642                         | [ 7 ]  |
| Bobby Lowe      | 3 de Maio de 1895     | Boston Beaneaters       | Washington Senators   | 27–11  | 1131                         | [ 8 ]  |
| Ginger Beaumont | 22 de Julho de 1899   | Pittsburgh Pirates      | Philadelphia Phillies | 18–4   | 955                          | [ 9 ]  |
| Mel Ott†        | 4 de Agosto de 1934   | New York Giants         | Philadelphia Phillies | 21–4   | 1859                         | [ 10 ] |
| Mel Ott (2)†    | 30 de Abril de 1944   | New York Giants         | Brooklyn Dodgers      | 26–8   | 1859                         | [ 10 ] |
| Johnny Pesky    | 8 de Maio de 1946     | Boston Red Sox          | Chicago White Sox     | 14–10  | 867                          | [ 11 ] |
| Frank Torre     | 2 de Setembro de 1957 | Milwaukee Braves        | Chicago Cubs          | 23–10  | 150                          | [ 12 ] |
| Spike Owen      | 21 de Agosto de 1986  | Boston Red Sox          | Cleveland Indians     | 24–5   | 587                          | [ 13 ] |
| Edgardo Alfonzo | 30 de Agosto de 1999  | New York Mets           | Houston Astros        | 17–1   | 777                          | [ 14 ] |
| Shawn Green     | 23 de Maio de 2002    | Los Angeles Dodgers     | Milwaukee Brewers     | 16–3   | 1129                         | [ 15 ] |
| Joe Randa       | 9 de Setembro de 2004 | Kansas City Royals      | Detroit Tigers        | 26–5   | 697                          | [ 16 ] |